# Nordsee Deutsche Hochseefischerei

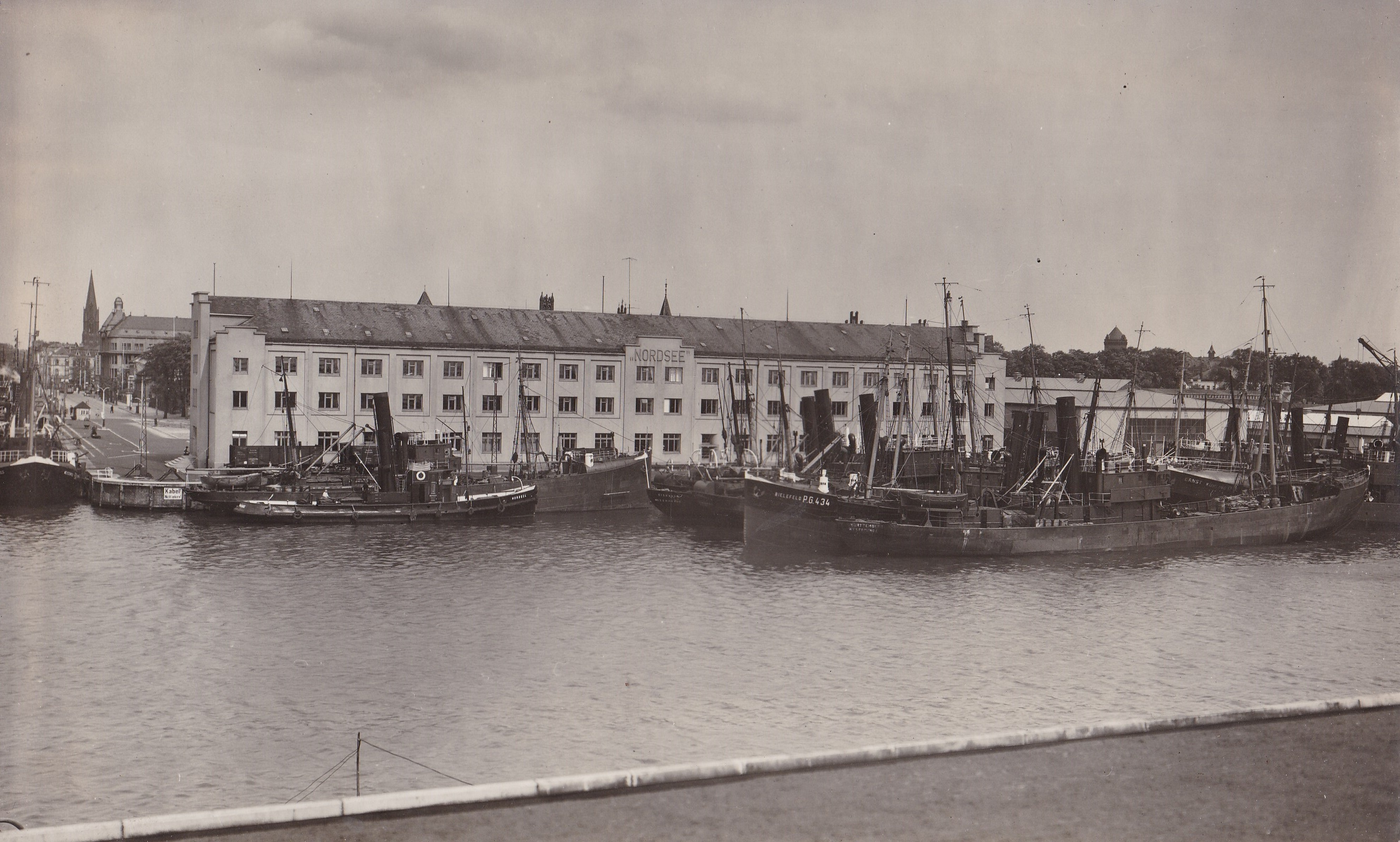
Nordsee am Handelshafen in Geestemünde

Die Nordsee Deutsche Hochseefischerei war ein deutsches Unternehmen der Hochseefischerei.

## Geschichte

Deutsche Dampffischerei-Gesellschaft „Nordsee“ (1911)

Bremer Reeder und Kaufleute gründeten 1896 die Aktiengesellschaft Deutsche Dampffischereigesellschaft „Nordsee“. Bereits im folgenden Jahr bereederte sie 23 Fischdampfer. Dass sie fast alle Städtenamen trugen, sollte in binnenländischen Patenstädten Werbung machen. Während die Verwaltung in Bremen ansässig wurde, baute die Regierung des Großherzogtums Oldenburg für die Flotte in Nordenham einen eigenen Fischereihafen mit Lager-, Versand- und Netzhallen, Werkstätten und Eishäusern. Vor Aufnahme der maschinellen Eisproduktion brachten Segelschiffe das Eis im Winter aus Norwegen an die Unterweser.
Von Anfang an erstrebte man die langjährige Dreigliedrigkeit des Unternehmens:
Fischfang, Fischverarbeitung und Fischlieferung über eigene Verkaufsstellen bis zum Endverbraucher. So wurden eigene Geschäfte in Bremen noch im Gründungsjahr und bereits 1898 am Viktualienmarkt eröffnet. Den Transport besorgten eigene Eisenbahnkühlwagen.
Die starke Befischung der Nordsee machte bereits um die Jahrhundertwende die Suche nach neuen Fanggründen notwendig. Um 1905 begann die Fischerei vor Island. Von 1906 bis in die 1920er Jahre wurde im Atlantik vor Nordafrika die „Marokkofischerei“ betrieben. 1928/29 suchten Schiffe der Nordsee auch bereits die Seegebiete um Grönland auf. Im großen Stil wurde dort erst nach dem Zweiten Weltkrieg gefischt.

Aktie über 1000 RM der „Nordsee“ Deutsche Hochseefischerei Bremen-Cuxhaven AG von 1935

Durch die Weltwirtschaftskrise kam es 1928 bis 1934 zum Zusammenschluss mit anderen Unternehmen der Fischereibranche unter dem Namen „Nordsee“ Deutsche Hochseefischerei AG. Von da an waren 60 % der Flotte in Cuxhaven stationiert. 1934 übersiedelten die gesamten Nordenhamer Betriebsanlagen zur Ostseite des Geestemünder Handelshafens. Im selben Jahr wurde auch der Firmensitz von Bremen nach Wesermünde verlegt. Die Hauptverwaltung war der umgebaute Speicher A von 1862, zwischen den Gleisen des Bahnhofs Geestemünde.

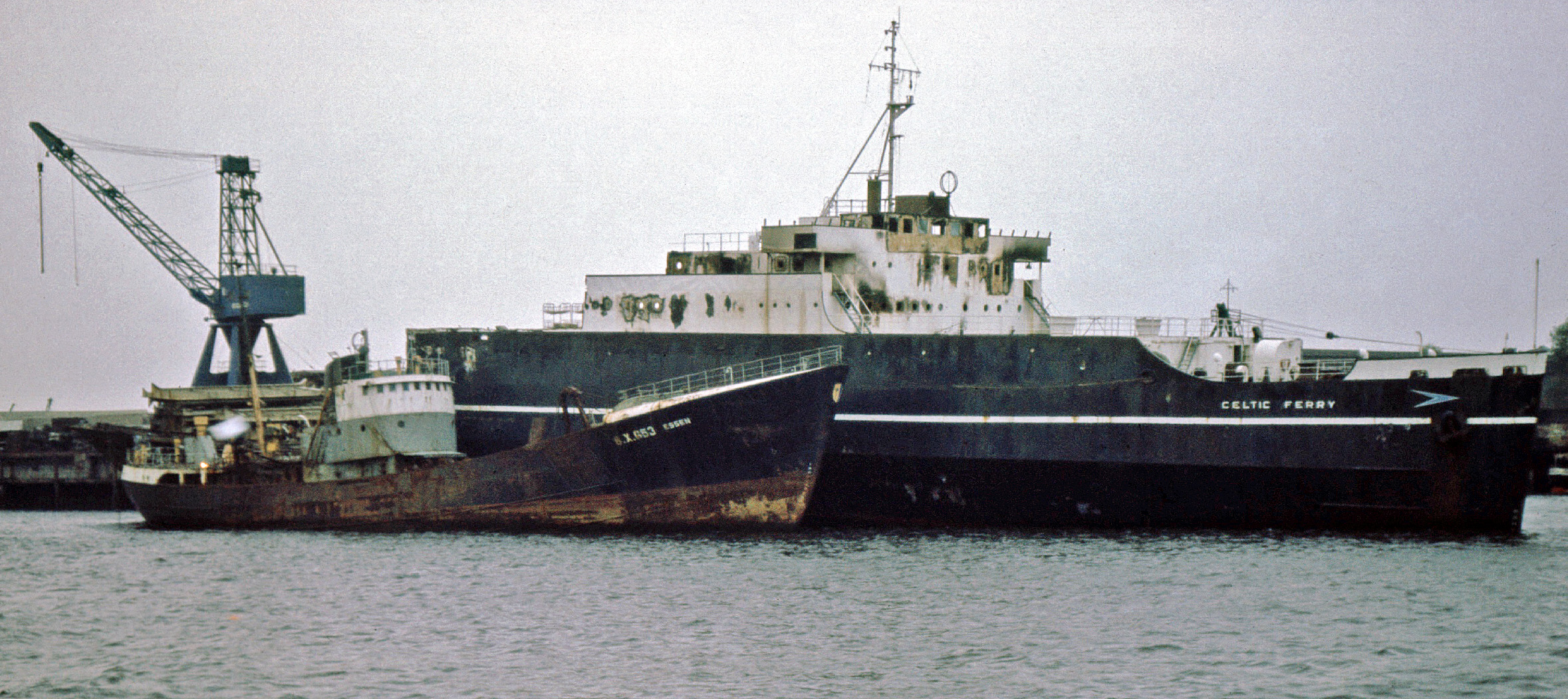
Das erste Motorschiff BX 653 Essen fand sich bereits 1974 auf der Abwrackwerft in Hamburg wieder

Mit der Indienststellung des Trawlers Essen begann 1957 die Umstellung von Dampf- auf Motorschiffe. 1960 wurde die Aktiengesellschaft in eine Gesellschaft mit beschränkter Haftung umgewandelt. Unilever und Dresdner Bank waren die großen Gesellschafter.
Von den großen Verlusten im Zweiten Weltkrieg erholte sich das Unternehmen trotz der alliierten Auflagen rasch. In den 1960er Jahren kamen die pelagische Fischerei, Heckfänger und Fabrikschiffe auf. Die für die Bundesrepublik ungünstige Ausweitung der Hoheitsgewässer und die Überfischung in traditionellen Fanggebieten brachten die deutsche Hochseefischerei in eine tiefe Krise. Trotzdem war die Nordsee 1980 noch das bedeutendste fischwirtschaftliche Unternehmen Europas. Täglich verarbeitete es über 1 Million Kilogramm Rohware. Das Vertriebsnetz umfasste 40 Lager für den Großhandelssektor im Bundesgebiet und in West-Berlin sowie 300 Fischspezialgeschäfte in der Bundesrepublik und in Österreich.
Die Überfischung und die daraus resultierende Ausweitung der ausschließlichen Wirtschaftszone auf 200 Seemeilen, die mehrere Länder ab den 1970er Jahren vornahmen, schnitt die deutsche Hochseefischerei und von ihren Fanggebieten zunächst vor Island, dann auch vor Grönland, Kanada und Norwegen ab. Zugleich wurden Fangquoten festgelegt, die in der deutschen Hochseefischerei und auch bei der „Nordsee“ als größtes deutsches Unternehmen zu einer tiefen Krise führten. Die vorhandene Fangflotte war zu groß für die zugewiesene Quote und musst verkleinert werden.
Bei der „Nordsee“ waren Ende 1980 noch drei Frischfischfänger und zehn Fabrikschiffe in Fahrt. Als 1982 die Dresdner Bank ihre Anteile an den Unilever-Konzern verkaufte, hielt dieser nun 99 Prozent der Anteile. Im Zuge der Zusammenlegung der deutschen Hochseefischerei zur Deutschen Fischfang Union (DFFU) im Jahr 1986, brachte die „Nordsee“ ihre letzten Schiffe in das neue Unternehmen ein, an dem sie mit 27 Prozent beteiligt war. Diesen Anteil verkaufte sie 1990 an die isländische Samherji und beendete damit die Geschichte des Unternehmens als Fischereibetrieb.

## Gastronomie
Das Unternehmen ist führender Fischanbieter und nach McDonald’s und Burger King der drittgrößte Filialgastronom. Der Umsatz liegt bei 357 Millionen Euro.